# Strafsache van Geldern
Strafsache van Geldern ist ein deutscher Kriminalspielfilm aus dem Jahre 1932 mit Paul Richter in der Hauptrolle. Die mit ihm nicht verwandte Ellen Richter spielte die weibliche Hauptrolle, ihr Ehemann Willi Wolff führte Regie.

## Handlung
Paulus van Geldern ist ein Rechtsanwalt, der sich zwar einen Namen als Strafverteidiger gemacht hat, jedoch aufgrund seiner hemmungslosen Spielleidenschaft notorisch knapp bei Kasse ist. Seine von ihm getrennt lebende Gattin Martha kann dagegen auf einige Erfolge zurückschauen: Der einstige Revuestar besitzt ein gut laufendes Modegeschäft, bei dem die Stars ein und aus gehen. Gelegentlich nimmt sie auch Schmuckstücke in Zahlung. Zu Marthas Kundenstamm gehört auch ihre Freundin Loni Behrend. Die plant gerade ein ebensolches Tauschgeschäft: Ihre Brillantagraffe gegen ein Abendkleid. Lonis Liebhaber Gert Roßmann soll ihr Schmuckstück in den Modesalon bringen, da erreicht Martha ein dringlicher Anruf: Paulus gesteht ihr, dass er im Spiel mal wieder, diesmal gegen den Fürsten Bavaritse, eine hohe Geldsumme verloren hat. Dem Fürsten gab er seinen Ehrenwort, das Geld bis zum kommenden Tag aufzutreiben. Van Geldern sagt, er benötige unbedingt Marthas Hilfe, da dieser Verlust seine Existenz bedrohe. Doch Martha ist nicht mehr bereit, für die Folgen der Spielsucht ihres Gatten geradezustehen und schon gar nicht angesichts der Tatsache, dass dieser ein Verhältnis mit Marthas Salon-Direktrice Greta von Heerström begonnen hat. Sie selbst unterhält allerdings ebenfalls ein Verhältnis: mit der Haushälterin, Minna Müller. In schroffem Ton weist Martha die Bitte Paulus’ zurück und entlässt im Übrigen Greta aus ihren Diensten.
Paulus will einen letzten Versuch wagen und begibt sich am frühen Abend des 5. Mai zu seiner Frau. Er will Martha erweichen, ihm das so dringend benötigte Geld zu borgen. Es kommt zu einem lauten Wortwechsel, den sogar die sich gegen 19 Uhr bereits zur Ruhe begebende Haushälterin Minna mitbekommt. Diese hört einige Schreie, woraufhin sie sich eiligen Schrittes in denjenigen Raum begibt, von dem der Lärm herrührt. Dort angekommen, sieht Minna den verhassten Paulus sich über seine tote Frau beugend.
Martha van Geldern ist erstochen worden und ihr gesamter Schmuck verschwunden. Die Polizei verhaftet Paulus van Geldern als zentralen Tatverdächtigen. Als der Berufsganove Willi Vogel von der Verhaftung hört, wird dieser sofort aktiv. Der gerade im Gefängnis in Berlin-Tegel einsitzende Einbrecherkönig verdankt van Geldern viel, denn der fähige Strafverteidiger hatte ihn bei seinem letzten Prozess vor einer noch viel größeren Haftstrafe bewahrt. Vogel, ein Knacki mit Ehrenkodex, bricht aus dem Gefängnis aus. Er fragt bei allen ihm bekannten Hehlern nach, ob ihnen Schmuck aus dem Besitz der toten Martha van Geldern angeboten wurde. Er hofft, dadurch dem wahren Mörder auf die Spur zu kommen. Außerdem befreit er auch, den nur widerstrebend mitkommenden, van Geldern aus der Untersuchungshaft.
Willi Vogels Bemühen hat Erfolg und er findet den Schmuck bei Hehler Schleich, von dem er aber angeschossen wird, als dieser bemerkt, dass Vogel von der Polizei verfolgt wird. Schwer verwundet schleppt sich Vogel in ein Zimmer, wo er bald darauf stirbt. Für den mittlerweile wieder erneut verhafteten van Geldern stehen die Dinge weiterhin nicht gut: Haushälterin Minna kann den treulosen Gatten ihrer ermordeten Geliebten nicht ausstehen und belastet ihn schwer. Auch zwei Kinder, die nach dem Mord einen Mann aus dem Haus haben laufen sehen, widersprechen sich in ihren Schilderungen und können van Geldern nicht entlasten. Gerichtsreporter Lerse sorgt jedoch dank seiner Arbeit für eine sensationelle Wendung in der Strafsache van Geldern. Er ist der Aussage der Kinder nachgegangen und es stellt sich heraus, dass Fürst Bavaritse der Mörder und der Schmuckdieb ist. Van Geldern wird freigesprochen und kann nun eine gemeinsame Zukunft mit seiner neuen Liebe Greta beginnen.

## Produktionsnotizen
Strafsache van Geldern entstand ab dem 20. Juni 1932 in den Jofa-Ateliers in Berlin-Johannisthal und wurde am 23. August 1932 im Berliner Atrium-Kino uraufgeführt. In Österreich lief der Film am 1. Dezember 1932 unter dem Titel 5. Mai, 7 Uhr abends an.
Die Filmbauten schufen Hans Sohnle und Otto Erdmann. Leon Sklarz übernahm die Produktionsleitung. Joe Hajós komponierte die Lieder. Eugen Hrich sorgte für den Ton. Eigil Wangøe diente Kameramann Emil Schünemann als Assistent.
Zwei Musiktitel wurden gespielt, komponiert von Joe Hajos und mit Texten von Willi Wolff: Ach Willi! und Was eine Frau bei Nacht verspricht.

## Kritik
Die Österreichische Film-Zeitung schrieb: „Der Kriminalfilm Strafsache van Geldern hat wieder einmal den Beweis erbracht, von welch grundlegender Wichtigkeit für den Erfolg ein minutiös durchgearbeitetes Filmmanuskript ist.“ Darüber hinaus wurde ein Spannungsgehalt, eine ausgezeichnete Darstellung und ein interessantes Thema konstatiert.
Das Lexikon des Internationalen Films konstatierte knapp: „Spannendes Kriminaldrama.“